# Auditoria contábil
A auditoria contábil compreende o exame de documentos, livros contábeis, registros, além de realização de inspeções e obtenção de informações de fontes internas e externas, tudo relacionado com o controle do patrimônio da entidade auditada.
A auditoria têm por objetivo averiguar os registros contábeis e as demonstrações contábeis no que se refere aos eventos que alteram o patrimônio e a representação desse patrimônio. Para que possa ter uma segurança razoável (segurança razoável na auditoria é uma segurança grande) que naquelas demonstrações não existam distorções materiais.
Além de ser uma técnica contábil, a auditoria também pode ser entendida como um ramo da Contabilidade.
O objeto da auditoria se resume no conjunto dos elementos de controle do patrimônio, quais sejam os registros contábeis, documentos que comprovem esses registros e os atos administrativos. Fatos não registrados documentalmente também são objeto da auditoria uma vez que tais fatos podem ser relatados por indivíduos que executam atividades relacionadas ao patrimônio auditado.

## Origem da auditoria contábil
A auditoria surgiu como consequência da necessidade de confirmação dos registros contábeis, em virtude do aparecimento das grandes empresas e da taxação do imposto de renda, baseado no lucro expresso nas demonstrações contábeis. Sua evolução ocorreu em paralelo ao desenvolvimento econômico e com as grandes empresas formadas por capital de muitas pessoas.
A auditoria contábil surgiu primeiramente na Inglaterra, primeira nação a possuir grandes empresas de comércio e primeira a instituir imposto sobre a renda.
Além disso, na Inglaterra já se praticava desde 1314 a auditoria nas contas públicas.

## Reflexos da Auditoria Contábil sobre o Patrimônio
sob o aspecto administrativocontribui para a redução da ineficiência, negligência, incapacidade e improbidade.
sob o aspecto patrimonialpossibilita melhor controle de bens, direitos e obrigações.
sob o aspecto fiscalauxilia no rigoroso cumprimento das obrigações fiscais, resguardando o patrimônio contra possíveis penalidades.
sob o aspecto técnicocontribui para a eficiência dos serviços contábeis.
sob o aspecto financeiroresguarda créditos de terceiros contra fraudes e dilapidações.
sob o aspecto econômicopossibilita maior exatidão no resultado.
sob o aspecto éticoexamina a moralidade do ato praticado.
sob o aspecto socialexamina a correta aplicação dos recursos para fins sociais e ambientais e certifica a confiabilidade destes dados.

## Vantagens da auditoria contábil
A auditoria de demonstrações financeiras consiste numa conferência sistemática e rigorosa das contas de uma empresa, a fim de verificar a consistência da demonstração de resultados especificada no livro contábil.
Tradicionalmente, a auditoria no Brasil é considerada um ramo da Contabilidade, sendo traduzida por muitos anos a palavra inglesa audit como "revisão contábil". Assim, até os anos 50 os auditores eram chamados de "revisores contábeis". Com o desenvolvimento do mercado de capitais e a introdução das práticas de gestão anglo-americanas nas corporações empresariais a partir do final dos anos 60, a auditoria tornou-se uma atividade complexa, abandonando o termo simplista da "revisão contábil". Atualmente é o nome dado a uma das técnicas utilizadas pelos auditores para validar os sistemas contábeis utilizados pela empresa
A Auditoria de Demonstrações financeiras continua a ser uma atividade regulada no país pelas normas de contabilidade, havendo regras específicas a serem seguidas pelos profissionais, provenientes do Conselho Federal de Contabilidade (CFC) (profissionais contábeis em geral), Comissão de Valores Mobiliários (CVM) (profissionais do mercado de capitais), Banco Central do Brasil (BCB) (profissionais das instituições financeiras) e tribunais de contas (profissionais da administração pública).
- Para a administração da empresa:
  - Fiscaliza a eficiência dos controles internos;
  - Assegura maior correção dos registros contábeis;
  - Opina sobre a adequação das demonstrações contábeis;
  - Dificulta desvios de bens patrimoniais e pagamentos indevidos de despesas;
  - Possibilita a apuração de omissões no registro das receitas, na realização oportuna de créditos ou na liquidação oportuna de débitos;
  - Contribui para obtenção de melhores informações sobre a real situação econômica, patrimonial e financeira da empresa auditada;
  - Aponta falhas na organização administrativa da empresa e nos controles internos.

- Para os investidores e titulares do capital (sócios):
  - Contribui para maior exatidão das demonstrações contábeis;
  - Possibilita melhores informações sobre a real situação econômica, patrimonial e financeira da empresa auditada;
  - Assegura maior exatidão dos resultados apurados.

- Para o fisco:
  - Permite maior exatidão das demonstrações contábeis;
  - Assegura maior exatidão dos resultados apurados;
  - Contribui para maior observância das leis fiscais.

- Para a sociedade (trabalhadores, população, etc) como um todo:
  - Maior credibilidade das demonstrações contábeis da entidade auditada;
  - Assegura a veracidade das informações, das quais dependerá a tranqüilidade quanto à sanidade das empresas e garantias de empregos;
  - Informa o grau de solidez e a evolução da economia nacional (através das demonstrações contábeis).

## Firmas de auditoria
A nível mundial, as 4 maiores firmas de auditoria são:
- Deloitte Touche Tohmatsu (DTT)
- Ernst & Young (EY)
- KPMG
- PricewaterhouseCoopers (PWC)

Elas são conhecidas internacionalmente como formando o famoso grupo dos "big 4".
No Brasil, existem diversas empresas de auditoria fiscal e contábil, e também empresas que desenvolveram softwares de auditoria digital para que os contadores utilizem em seus serviços. 
- e-Auditoria

## Empresas de auditoria e gestão financeira em Portugal
- «Audite»

## Limitações da auditoria Financeira
Embora a auditoria contábil seja um instrumento indispensável para o controle organizacional, esta não deve ser considerada como imune a imperfeições ou a falhas.
A auditoria contábil encontra suas limitações no momento em que as inconsistências detectadas assumem um caráter não contábil, ou seja, abrangem, além dos controles patrimoniais, outros aspectos, tais como engenharia de produção ou pesquisa operacional. Assim, a auditoria na área de custos pode detectar anomalias através do confronto dos custos-padrão com os custos reais, porém, ela não é capaz de detectar se essa anomalia é fruto de um desenho de projeto de baixa qualidade ou de regulagem das máquinas deficientes. Tais investigações escapam da auditoria contábil e partem para a auditoria operacional, para a auditoria administrativa e ainda para a auditoria de projetos.
Também seria ingenuidade supor que a auditoria contábil impeça por completo fraudes e erros nos registros e transações envolvendo o patrimônio, vez que o auditor contábil, em muitos casos não executa a verificação em todos os registros de determinada área ou natureza face a enormidade de averiguações que seriam necessárias para tal, o que inviabilizaria a auditoria pelo seu custo. Em vez de um exame em todos os registros, o auditor utiliza técnicas estatísticas e sua experiência para analisar amostras que representem a população e os registros mais relevantes, tudo em função da relação custo-benefício.
Essas limitações não significam que a auditoria contábil é falha ou pouco confiável. Pelo contrário, quando realizada de acordo com os princípios que a regem e os princípios contábeis ela se torna um instrumento eficiente de avaliação dos controles internos e de controle da situação patrimonial da entidade auditada.

## Revisão contábil
A revisão contábil é um procedimento de auditoria, o qual compreende o exame de documentos, registros e demonstrações contábeis, sob o aspecto técnico e aritmético, a fim de descobrir irregularidades, erros ou fraudes.

## Normas de auditoria contábil
Normas de auditoria são as regras ditadas pelos órgãos reguladores da profissão contábil e tem por objetivo a regulação da profissão e atividades bem como estabelecer diretrizes a serem seguidas pelos profissionais no desenvolver de seus trabalhos.
As normas atualmente em vigor no Brasil são emitidas em conjunto pelo CFC, Instituto dos Auditores Independentes do Brasil (IBRACON), Banco Central do Brasil, a CVM e a Superintendência de Seguros Privados.
No âmbito internacional, a Federação internacional de Contadores (IFAC) também emite pronunciamentos através da Comissão de Normas Internacionais de Auditoria, as quais contém orientações aos países-membros daquele órgão.